# Вільям Спіріс Брюс
Вільям Спіріс Брюс (англ. William Speirs Bruce; 1 серпня 1867 — 28 жовтня 1921)  британський природознавець, полярний вчений та океанограф, який організував та керував Шотландською національною антарктичною експедицією (SNAE, 1902–04) на острови Південний Оркней та море Ведделла. Серед інших досягнень, експедиція створила першу постійну метеостанцію в Антарктиді. Пізніше Брюс заснував Шотландську океанографічну лабораторію в Единбурзі, але його плани щодо трансконтинентального походу на Антарктику через Південний полюс не здійснилися через відсутність державної та фінансової підтримки.
У 1892 р. Брюс облишив навчання медицині в Единбурзькому університеті та приєднався до  китобійної експедиції в Антарктиді як науковий асистент. Після цього проходили арктичні подорожі до Нової Землі, Шпіцбергена та Землі Франца-Йосифа. У 1899 році Брюс, найдосвідченіший полярний вчений Великої Британії, подав заявку на посаду в Експедицію Роберта Фалькона Скотта, але затримка з цим призначенням і сутички з президентом Королівського географічного товариства, привели його до організації своєї власної експедиції.  Хоча Брюс отримав різні нагороди за свою полярну роботу, в тому числі й почесний докторський ступінь в Абердинському університеті, він не був рекомендований на престижну Полярну медаль.
У період з 1907 по 1920 рік Брюс здійснив багато подорожей до арктичних регіонів як з науковою, так і з комерційною метою. Його неспроможність здійснити будь-які великі розвідувальні починання після SNAE, як правило, пояснюється відсутністю навичок зв'язків з громадськістю, потужними ворогами та його запальним шотландським націоналізмом. До 1919 р. стан його здоров'я різко погіршився, і він був майже повністю забутий. Помер у лікарні в 1921 році. В останні роки, після століття Шотландської експедиції, докладаються зусилля, щоб визначити його роль в історії наукової полярної розвідки.

## Раннє життя

### Дім та школа
Вільям Спіріс Брюс народився в Кенсінгтон Гарденс Сквер буд. 43, в Лондоні. Четверта дитина шотландського лікаря Семюела Ноубл Брюса та його валлійської дружини Мері, племінниці Ллойд.  Вільям прожив своє раннє дитинство в будинку сім'ї в Лондоні в 18 Royal Crescent, Голланд- парк, під опікою свого діда, Ревда Вільяма Брюса. Він регулярно відвідував довколишні Кенсінгтонські сади, а іноді й природничий музей; За словами Семюеля Брюса, ці поїздки вперше дали поштовх, запалили інтерес молодого Вільяма до життя та природи. 
У 1879 році, у віці 12 років, Вільяма відправили до прогресивної школи-інтернату, округу Норфолк (пізніше військово-морська школа Ваттс) у селі Північний Ельмем, Норфолк. Він пробув там до 1885 року, а потім провів два наступні роки в школі університетського коледжу, Хемпстед, готуючись до іспиту зрілості, який дозволив би прийняти його до медичного училища в Університетському коледжі Лондона (UCL). Він досяг успіху з третьої спроби, і був готовий розпочати навчання з медицини восени 1887 р. 

### Единбург
Влітку 1887 року Брюс подорожував на північ до Единбурга, щоб отримати пару курсів з природничих наук. Шість тижневих курсів на нещодавно створеній морській станції Шотландії в Грантоні на Фірті Форта проходили під керівництвом Патріка Геддеса та Джона Артура Томсона та включали розділи з ботаніки та практичної зоології.  Досвід Грантона та контакт з деякими передовими сучасними вченими-природниками переконали Брюса залишитися в Шотландії. Він покинув своє місце в UCL і замість цього вступив до медичного училища в Единбурзькому університеті.  Це дозволило йому підтримувати контакт з такими менторами, як Геддес і Томсон, а також дало йому можливість працювати у вільний час у лабораторіях в Единбурзі, де екземпляри, привезені з експедиції Челенджер, були оглянуті та засекречені. Тут він працював під керівництвом доктора Джона Мюррея та його асистента Джона Янга Бюкенанома, і набув глибшого розуміння океанографії та неоціненного досвіду принципів наукового дослідження. 

## Перші плавання

### Китобійна експедиція Данді

Малюнок, що ілюструє розмір типового правого кита, по відношенню до розміру людини

Китобійна експедиція з « Данді» (1892–93) була спробою дослідити комерційні можливості китобійного промислу в водах Антарктики шляхом пошуку джерел правильних китів у регіоні.  Наукові спостереження та океанографічні дослідження також проводитимуться на чотирьох китобійних кораблях: Балаена, Актив, Діана та Полярна зірка.  Брюса рекомендували в експедицію Х'ю Роберт Мілл, знайомий з Грантона, який тоді був бібліотекарем Королівського географічного товариства в Лондоні. Хоча це, нарешті, зменшило б його медичні дослідження, Брюс не вагався; разом з помічником Вільяма Гордона Берна Мердока він взяв на себе обов'язки на Балаені під капітаном Олександром Фервезер. Чотири кораблі відпливли з Данді 6 вересня 1892 року. 
Відносно коротка експедиція — повернулася в Шотландію в травні 1893 р. — провалилась у своїй основній меті і дала лише обмежені можливості для наукової роботи. Китів не знайдено, а для зменшення втрат експедиції було замовлено масовий забій тюленів, щоб привезти шкури, олію та розгубленість. Брюс визнав це неприємним, тим більше, що він не хотів брати участі в убивстві.  Науковий вихід із плавання був, за словами Брюса, «жалюгідним шоу». У листі до Королівського географічного товариства він писав: «Загальне відношення майстра (капітана Фервезера) було далеко не сприятливим для наукової роботи». Брюсу було відмовлено у доступі до діаграм, тому не вдалося встановити точне розташування явищ. Йому потрібно було працювати «в човнах», коли він повинен був проводити метеорологічні та інші спостереження, і жодні засоби не дозволяли йому готувати зразки, багато з яких були втрачені через необережне поводження з екіпажем. Тим не менш, його лист до RGS закінчується: «Я повинен подякувати Товариству за допомогу мені в тому, що було, незважаючи на всі недоліки, повчальним і чудовим досвідом». У подальшому листі до Мілла він висловив свої бажання знову поїхати на південь, додавши: «смак, який я мав, зробив мене негідним».
Протягом місяців він вносив пропозиції щодо наукової експедиції до Південної Джорджії, але RGS не підтримує його планів. На початку 1896 р. Він розглядав співпрацю з норвежцями Генріком Булом та Карстен Борхгревінком у спробі досягти Південного магнітного полюса. Це теж не вдалося здійснити. 

### Експедиція Джексона— Хармсворта
З вересня 1895 р. По червень 1896 р. Брюс працював на метеостанції на вершині Бен-Невіса, де здобув подальший досвід наукових процедур та роботи з метеорологічними інструментами.  У червні 1896 року, знову за рекомендацією Мілла, він залишив цю посаду, щоб приєднатися до експедиції Джексона — Гармсворта, потім на третьому курсі в Арктиці на Землі Франца Йосифа. Ця експедиція, яку очолив Фредерік Джордж Джексон та фінансував газетний магнат Альфред Хармсворт, покинула Лондон у 1894 році. Він займався детальним оглядом архіпелагу Франца-Йосифа, який був виявлений, хоча і не був належним чином, під час австрійської експедиції Пайєра 20   роками раніше.  Експедиція Джексона базувалася на мисі Флора на острові Нортбрук, найпівденнішому острові архіпелагу. Вона безперебійно отримувала постачання через регулярні візити експедиційного корабля Windward  на якому Брюс відплив з Лондона 9 червня 1896 року.

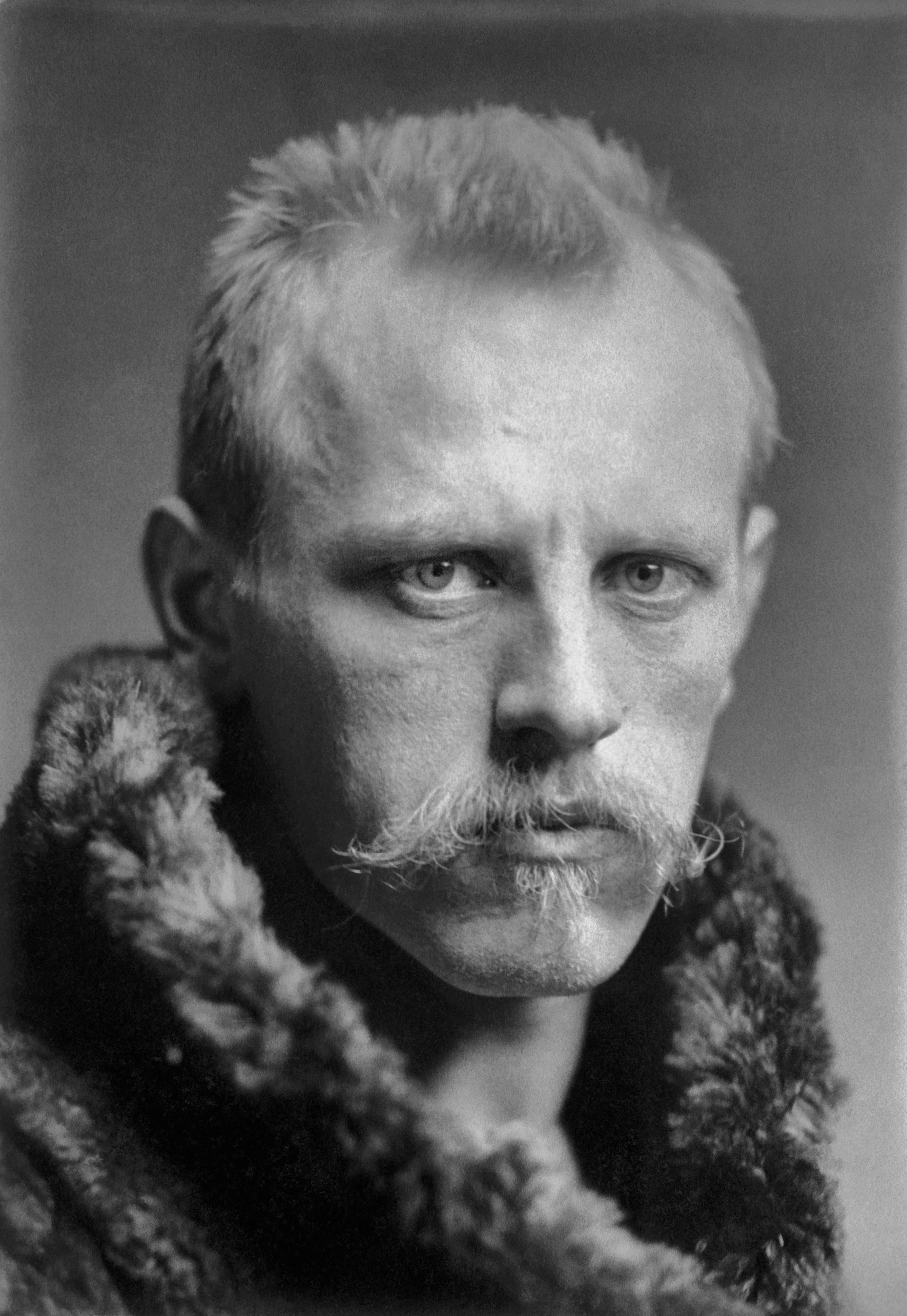
Фрідтьоф Нансен

Навітряний прибув до мису Флора 25 липня, де Брюс встановив, що до експедиційної партії Джексона приєдналися Фріттьоф Нансен та його супутник Хджальмар Йохансен. Дві норвежці прожили на льоду вже більше року з моменту від'їзду свого корабля Фрам на тир до Північного полюса, і це був чистий шанс, який привів їх до одного населеного місця серед тисяч квадратних миль арктичних відходів.  Брюс згадує зустріч з Нансеном у листі до Мілла  та його знайомство зі знаменитим норвежцем буде майбутнім джерелом багато порад та заохочень. 
Протягом свого року на мисі Флора Брюс зібрав близько 700 зоологічних екземплярів, часто в дуже несприятливих умовах. За словами Джексона: "Не приємна робота поспібати у крижаній холодній воді  на кілька градусів нижче нуля, або літати влітку по снігу, сльоті та грязі багато миль у пошуках життя тварин, як я знав Містер Брюс часто це робить ".  Джексон назвав ім'я мису Брюса, на північному краю острова Нортбрук, при 80 ° 55 ° пн.  Джексон був менш задоволений власницьким ставленням Брюса до його особистих зразків, яке він відмовився довірити Британському музею з іншими знахідками експедиції. Ця «схильність до наукової задумки»  та відсутність тактовності в міжособистісних стосунках були ранніми демонстраціями вад характеру, які в подальшому житті відбудуться проти нього. 

### Арктичні плавання

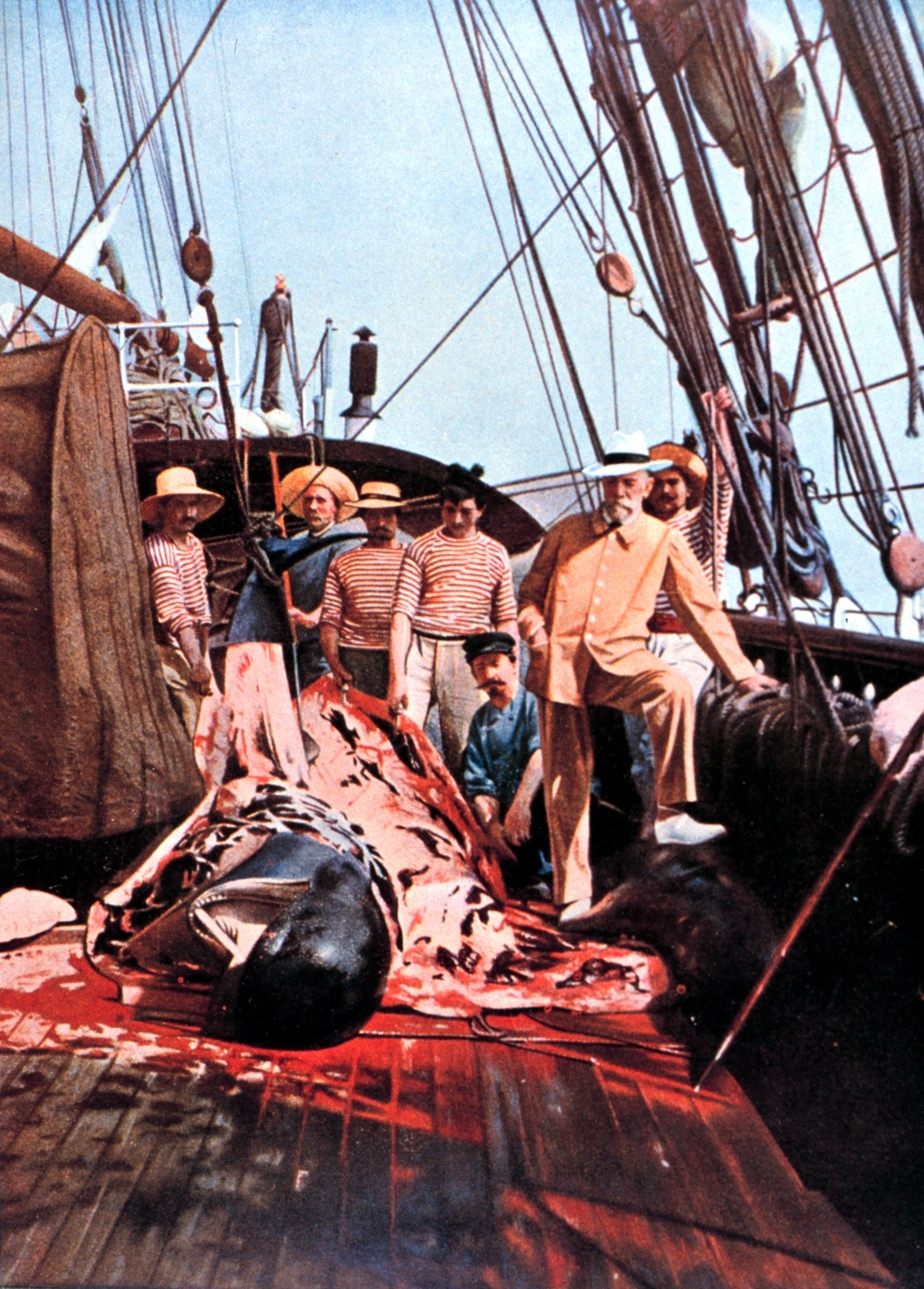
Принц Альберт Монако на борту принцеси Аліси з розсіченим китоподібним

Повернувшись з Землі Франца Йозефа  в 1897 році, Брюс працював в Единбурзі помічником свого колишнього наставника Джона Артура Томсона і відновив свої обов'язки в обсерваторії Бен-Невіс. У березні 1898 р. Він отримав пропозицію приєднатися до майора Ендрю Котса в мисливському плаванні до арктичних вод навколо Нової Землі та Шпіцбергена, на приватній яхті Бленкатра. Ендрю Коутс був членом процвітаючої сім'ї пальто виробників ниток, яка заснувала Обсерваторію Коутс в Пейслі.  Брюс приєднався до Бленкатри в Тромсе, Норвегія в травні 1898 р. Для круїзу, який досліджував Баренцеве море, подвійні острови Нової Землі та острів Колгуєв перед відступом до Вардо на північ- Східна Норвегія для повторного забезпечення рейсу до Шпіцбергена.  У листі до Мілла Брюс повідомив: «Це чистий круїз на яхті, і життя — розкішне». Але його наукова робота була непохитною: "Я проводив 4-х годинні спостереження за метеорологією та температурою морської поверхні […], перевіряв солоність гідрометром Бучанана; мої буксирні сітки […] ходили майже постійно ". 
Бленкатра відпливала до Шпіцбергена, але її зупинив лід, тому вона повернулася до Тромсе. Тут вона зіткнулася з дослідницьким кораблем Princesse Alice, призначеним для принца Альберта I Монако, провідного океанографа. Брюс був у захваті, коли принц запропонував йому приєднатися до принцеси Еліс на гідрографічному обстеженні навколо Шпіцбергена. Корабель підплив до західного узбережжя головного острова групи Шпіцберген і відвідав Адвентфьорден і Сміренбург на півночі. Під час останніх етапів плавання Брюсу було призначено наукові спостереження плавання. 
Наступного літа Брюсу було запропоновано приєднатися до принца Альберта на іншому океанографічному круїзі до Шпіцбергена. У Ред-Бей, широта 80 ° с.ш., Брюс піднявся на найвищу вершину області, яку принц назвав «Бен-Невіс» на його честь.  Коли принцеса Аліса врізалася на затоплену скелю і опинилася на мелі, принц Альберт доручив Брюсу розпочати підготовку до зимового табору, вважаючи, що корабель може вийти з ладу. На щастя, вона  змогла повернутися в Тромсе для ремонту. 

## Шлюб та сімейне життя
Невідомо, як Брюс був прийнятий на роботу після повернення зі Шпіцбергена восени 1899 р. За все своє життя він рідко влаштовувався на оплату праці, і, як правило, покладався на покровительство або на впливових знайомих.  На початку 1901 року він, очевидно, відчував себе досить впевненим у своїх перспективах одружитися. Його нареченою була Джессі Маккензі, яка працювала медсестрою в лондонській хірургії Семюеля Брюса. Подружжя Брюса відбулося в Об'єднаній вільній церкві Шотландії, в Чапелхіллі в парафії Нігг 20 січня 1901 року, присутні були присутніми та були свідками їх батьків. Можливо, через те що Брюс не любив висвітлення свого життя у пресі, біографи зафіксували мало інформації про його весілля. 
У 1907 році Брюс оселився в будинку на вулиці Саут Мортон в Джоппі поблизу прибережного Единбурзького передмістя Портобелло, в першій із серії адрес у цій місцевості. Вони назвали свій будинок «Антарктидою». У квітні 1902 року народився син Ейлій Аластер, а дочка Шейла Макензі народилася через сім років. У ці роки Брюс заснував Шотландський гірськолижний клуб і став його першим президентом. Він також був співзасновником Единбурзького зоопарку. 
Обране життя Брюса дослідником, його ненадійні джерела доходу та його часті тривалі відсутності, все це важко пережило шлюб, і пара стала відчуженою близько 1916 року. Однак вони продовжували жити в одному будинку до смерті Брюса. Ейлій став офіцером флоту торговців, врешті-решт капітаном дослідницького корабля, який, випадково, носив ім'я Шотландія.

## Шотландська національна антарктична експедиція

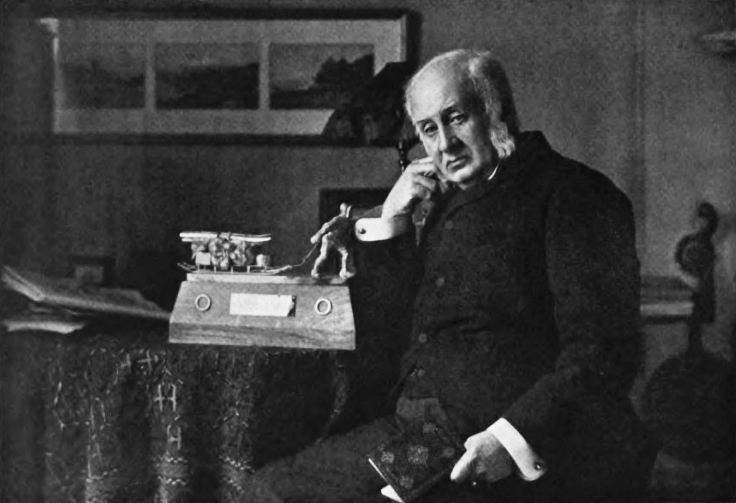
Сер Кліментс Маркхем, президент Королівського географічного товариства

### Суперечка з Маркхемом.
15 березня 1899 р. Брюс написав серу Кліментс Маркхем в RGS, запропонувавши себе науковим співробітникам Національної антарктичної експедиції, потім на стадії раннього планування. Відповідь Маркема — це однозначне визнання, яке не було здійснено, після чого Брюс протягом року нічого не чув.  Потім йому побічно сказали подати заяву на посаду наукового асистента.
21 березня 1900 року Брюс нагадав Маркхему, що він подав заявку на рік раніше, і продовжив розкривати, що «він не був без надій, що зможе зібрати достатній капітал, завдяки якому я можу вивезти друге британське судно».  Він пішов за цим через кілька днів, і повідомив, що фінансування другого корабля зараз забезпечено, зробивши свої перші чіткі посилання на «Шотландську експедицію».  Це насторожило Маркема, який відповів з деяким гнівом: "Такий курс буде найбільш шкодить Експедиції   […] Другий корабель є не менш необхідним   […] Я не знаю, з чого слід було розпочати це пустотливе суперництво ". 
Брюс відповів поверненням, заперечуючи суперництво і стверджуючи: "Якщо мої друзі готові дати мені гроші на виконання моїх планів, я не бачу, чому я не повинен прийняти це […], є кілька людей, які підтримують це друге судно дуже бажано ".  Незважаючи, Маркхем відказав: «Коли я робив усе можливе, щоб вас призначили (до Національної антарктичної експедиції), я мав право думати, що ви не зробите такого кроку.   […] не принаймні радившись зі мною».  Він продовжував: " Ви покалічите Національну експедицію […], щоб створити схему для себе ". 
Брюс відповів офіційно, сказавши, що кошти, які він зібрав у Шотландії, не будуть передбачені для будь-якого іншого проекту. Подальше листування між цими двома, крім короткої примирливої записки від Маркхема, в лютому 1901 р., В якій написано: «Я тепер бачу речі з вашої точки зору, і бажаю вам успіху»  — почуття, очевидно, не відображені в Подальше ставлення Маркема до шотландської експедиції. 

### ПодорожШотландії

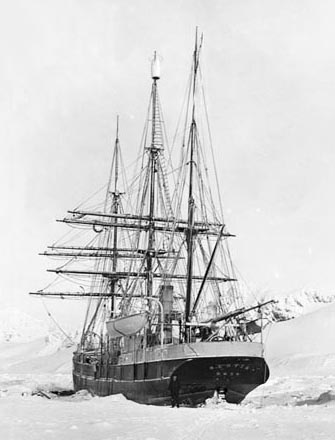
Шотландія, яка була на якорі на острові Лорі. 1903 рік

За фінансової підтримки сім'ї Коутс, Брюс придбав норвезького китобійця Hekla, який він перетворив на повністю обладнаний дослідницький корабель, перейменований у Шотландію.  Потім він призначив шотландський екіпаж та наукову команду. Шотландія покинула Троон 2 листопада 1902 року і рушила на південь до Антарктиди, де Брюс мав намір створити зимову стоянку в квадранті моря Ведделла, «як можна ближче до Південного полюса».  22 лютого корабель досяг 70 ° 25 ° З, але не міг продовжувати роботу через важкий лід.  Він повернувся на острів Лорі  Південних Оркнейських островів і зимував там в затоці, яку він назвав Скотія Бей. Метеорологічна станція, Дом Омонда (названа на честь Роберта Трейла Омонда), була створена як частина повної програми наукових робіт. 
У листопаді 1903 року Шотландія відійшла до Буенос-Айреса для ремонту та поповнення припасів. Перебуваючи в Аргентині, Брюс уклав угоду з урядом, згідно з якою Омонд Хаус став постійною метеостанцією під контролем Аргентини.  База Оркедас з цього часу постійно працює і забезпечує найдовші метеорологічні дослідження Антарктиди.  У січні 1904 року Шотландія знову відпливла на південь, щоб дослідити море Ведделла. 6 березня була помічена нова суша, частина східної межі моря; Брюс назвав цю землею Котса на честь головних прихильників експедиції.  14 березня на широті 74 ° 01 'південно-східний і загрожує стати обледенінням, Шотландія повернула на північ.  Тривала подорож назад до Шотландії через Кейптаун була завершена 21 липня 1904 року.
Ця експедиція зібрала велику колекцію зразків тварин, морських та рослинних зразків та провела широкі гідрографічні, магнітні та метеорологічні спостереження. Через сто років було визнано, що робота експедиції «заклала основу сучасних досліджень кліматичних змін»  і що її експериментальна робота показала, що ця частина земної кулі є надзвичайно важливою для світового клімату.  За словами океанографа Тоні Райса, вона виконала більш комплексну програму, ніж будь-яка інша антарктична експедиція свого часу.  Однак у той час його прийом у Британії був відносно прохолодним; хоча його робота отримала високу оцінку в колах наукової спільноти. Брюс намагався зібрати фінансування для публікації своїх наукових результатів, і звинувачував Маркхема у відсутності національного визнання. 

## Постекспедиційні роки

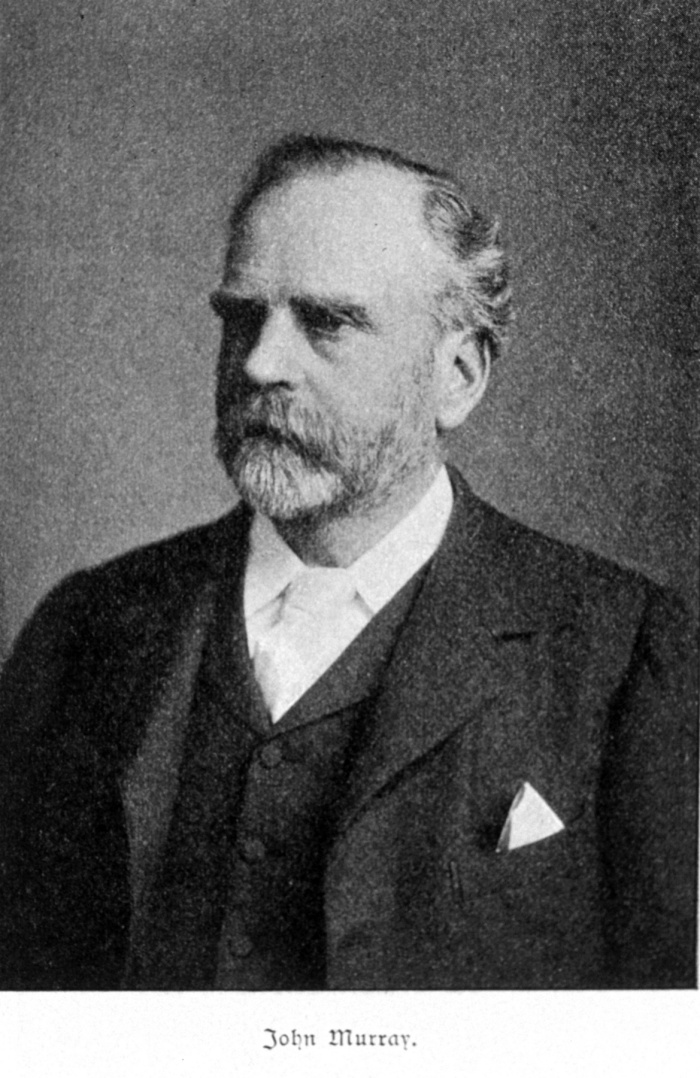
Сер Джон Мюррей, ранній наставник Брюса

### Шотландська океанографічна лабораторія
Колекція зразків Брюса, зібрана за більш ніж десятиліття подорожей по Арктиці та Антарктиці, потребувала постійного приміщення. Брюс сам потребував приміщення, де можна було б підготувати до публікації детальні наукові доповіді про плавання. Він отримав приміщення на вулиці Нікольсон, Единбург, в якому створив лабораторію та музей, назвавши його Шотландською океанографічною лабораторією, маючи останню амбіцію, що вона повинна стати Шотландським національним океанографічним інститутом. Він був офіційно відкритий принцом Альбертом Монако в 1906 р. 
У цих приміщеннях Брюс розміщував своє метеорологічне та океанографічне обладнання, готуючись до майбутніх експедицій. Він також там зустрічався з колегами-дослідниками, включаючи Нансена, Шеклетона та Роалда Амундсена. Однак його головним завданням була підготовка наукових доповідей SNAE. Вони, із значною вартістю та значною затримкою, були опубліковані між 1907 та 1920 роками, за винятком одного тома — власного журналу Брюса, який залишався неопублікованим до 1992 року після його повторного розкриття.  Брюс підтримував широке листування з експертами, включаючи сера Джозефа Хукера, який подорожував в Антарктику з Джеймсом Кларком Россом у 1839–43 роках, і якому Брюс присвятив свою коротку книгу « Полярні розвідки».  
У 1914 р. почався пошуку більш постійних будинків як для колекції Брюса, так і після смерті в тому році океанографа сера Джона Меррея, для зразків та бібліотеки експедиції «Челленджер». Брюс запропонував створити новий центр як меморіал Мюррей.  Була одностайна згода на продовження, але проект був згорнутий внаслідок війни, а не відроджений.   Шотландська океанографічна лабораторія тривала до 1919 року, коли Брюс, погане здоров'я, змушений був її закрити, розпорошивши її вміст у Королівському музеї Шотландії, Королівському шотландському географічному товаристві (RSGS) та Единбурзькому університеті. 

### Подальші плани
RSGS підтримав ці пропозиції, як і Королівське товариство Единбурга, Единбурзький університет та інші шотландські організації.  Однак час було неправильним; Королівське географічне товариство в Лондоні було повністю зайняте експедицією « Терра Нова» Роберта Скотта і не виявило інтересу до планів Брюса. Жодних багатих приватних благодійників не виступило, і наполегливе та інтенсивне лобіювання уряду для фінансового забезпечення не вдалося.  Брюс підозрював, що його зусилля, як завжди, підриваються літнім, але все ще впливовим Маркхемом.  Нарешті, прийнявши, що його задум не відбудеться, він надав щедру підтримку та поради Ернесту Шеклетону, який у 1913 р. Оголосив плани, подібні до Брюса, щодо своєї Імператорської трансантарктичної експедиції.  Шеклтон не лише отримав 10 000 фунтів стерлінгів від уряду, але і зібрав великі суми з приватних джерел, у тому числі 24 000 фунтів стерлінгів від шотландського промисловця сера Джеймса Керда з Данді. 
Експедиція Шеклтона була епічною пригодою, але повністю провалилася в її головних зусиллях трансконтинентальної переправи. Комітет допомоги Шеклтона з Брюсом не консультувався з приводу порятунку тієї експедиції, коли потреба виникла в 1916 році. «Я, гадаю, — писав він, — через те, що знаходиться на півночі від Твід, вони вважають мертвим». 

### Шотландський синдикат Шпіцберген

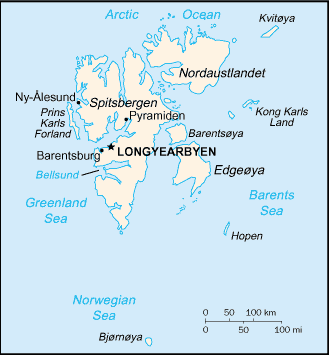
Карта архіпелагу Шпіцберген (нині названий Свальбард), на якому зображені острови Принц Карл Передній край, Баренцойя та Еджея

Під час своїх візитів  на Шпіцберген з принцом Альбертом у 1898 та 1899 роках Брюс виявив наявність вугілля, гіпсу та, можливо, нафти. Влітку 1906 і 1907 рр. Він знову супроводжував принца до архіпелагу, з основною метою обстеження та картографування острова принца Карла, який не відвідували під час попередніх плавань. Тут Брюс знайшов численні родовища вугілля та вказівки на присутність заліза.  На основі цих знахідок Брюс створив у липні 1909 р. Компанію з розвідки корисних копалин — Шотландський синдикат Шпіцберген 
У той час у міжнародному праві Шпіцберген розглядався як terra nullius — права на видобуток шахти корисних копалин можна було отримати просто шляхом реєстрації претензії.  Синдикат Брюса подав заявку на острів принца Карла передгір'ї і на островах Острова Баренца і Edgeøya, серед інших областей. Для фінансування витрат на детальну розвідувальну експедицію протягом літа 1909 року в зафрахтованому судні з повною науковою командою було підписано суму в розмірі 4 000 фунтів стерлінгів (з цільової суми 6 000 фунтів стерлінгів). Результати, однак, були «невтішними»  і рейс поглинув майже всі кошти синдикату.
Брюс ще два рази відвідав Шпіцберген, у 1912 та 1914 роках, але спалах війни завадив подальшим негайним подіям.  Однак на початку 1919 р. Старий синдикат був замінений на більшу і краще фінансовану компанію. Тепер Брюс покладав свої основні сподівання на знаходження родовищ нафти, але наукові експедиції у 1919 та 1920 роках не змогли довести її наявність, хоча були виявлені значні нові родовища вугілля та залізної руди.  Після цього Брюс був занадто хворим, щоб продовжувати свою участь в подальших експедиціях. Нова компанія витрачала більшу частину свого капіталу на ці перспективні підприємства, і хоча вона продовжувала існувати в різних власностях до 1952 р., не існує жодного запису вигідного видобутку. Його активи та пасиви були врешті решт придбані конкурентами. 

## Зрілий період життя

### Отримано полярних медалей
За своє життя Брюс отримав багато нагород: Золоту медаль Королівського Шотландського географічного товариства в 1904 році; медаль мецената Королівського географічного товариства за 1910 рік; премію Ніла та медаль Королівського товариства Единбургу в 1913 році та медаль Лівінгстона Американського географічного товариства в 1920 році. Він також отримав почесну ступінь LLD в університеті Абердина.  Однак честь, яка ухилялася від нього, була Полярною медаллю, нагородженою сувереном за рекомендацією Королівського географічного товариства. Незважаючи на те, що медаль була нагороджена членами будь-якої іншої британської чи антарктичної експедиції Британії чи Співдружності на початку 20 століття, СНР було винятком; медаль була утримана. 
Брюс і близькі йому люди звинувачували Маркхема в цьому упущенні.  Питання піднімалося неодноразово, коли хтось вважав, що має вплив. Роберт Рудмозе Браун, літописець у Шотландію, а згодом перший біограф Брюса, написав у листі 1913 р. До президента Королівського шотландського географічного товариства, що це нехтування «незначне для Шотландії та шотландських зусиль».  Брюс написав у березні 1915 р. Президенту Королівського товариства Единбурга, який у своїй відповіді погодився, що «Маркхему було за що відповісти».  Після смерті Маркхема в 1916 році Брюс надіслав довгий лист своєму члену парламенту Чарльзу Прайсу, в якому детально розказав про злобу сера Клімента до нього та шотландську експедицію, закінчившись сердечним вигуком від імені своїх старих товаришів: "Робертсон вмирає без його добре виграної білої стрічки! Мат мертвий! ! Головний інженер мертвий! ! ! Усі такі хороші люди, як коли-небудь служили на будь-якій Полярній експедиції, але білої стрічки вони не отримали "  Жодна дія не пішла за цією проханням.
Жодної нагороди не було зроблено майже століття пізніше, коли питання було порушено в парламенті Шотландії. 4 листопада 2002 року МСП Майкл Рассел подав пропозицію, що стосується столітнього ювілею СНР, в якій дійшов висновку: "Консультативний комітет з полярних медалей повинен рекомендувати посмертну нагороду Полярної медалі д-р Вільям Спірс Брюс, визнаючи його статус одним із ключових постаті на початку 20 століття полярної наукової розвідки ". 

### Останні роки
Після того як розпочалася перша світова війна, на початку 1914 році, експедиції Брюса не отримували належного розвитку. Він запропонував свої послуги Адміралтейству, але не отримав аудієнції, і змушений був на початку 1915 року прийняти посаду директора та керівника китобійної компанії, що базується на Сейшельських островах Він провів там чотири місяці, однак підприємство не вдалося.  Після повернення до Британії він нарешті отримав другорядну посаду в Адміралтействі. 

## Оцінка діяльності
Після смерті Брюса його давній друг і колега Роберт Рудмозе Браун написав у листі до батька Брюса: «Його ім'я неодмінно зараховано до великих світових дослідників і мучеників до безкорисливої наукової відданості».  Біографія Рудмоза Брауна була опублікована в 1923 році, і того ж року спільний комітет вчених товариств Единбурга створив Меморіальну премію Брюса, нагороду для молодих полярних вчених.  Згодом, хоча його ім'я продовжувало поважати в наукових колах, Брюс та його досягнення були забуті широкою громадськістю. Іноді згадки про нього, у полярних історіях та біографіях великих діячів, таких як Скотт та Шеклетон, мали тенденцію бути зневажливими та неточними.

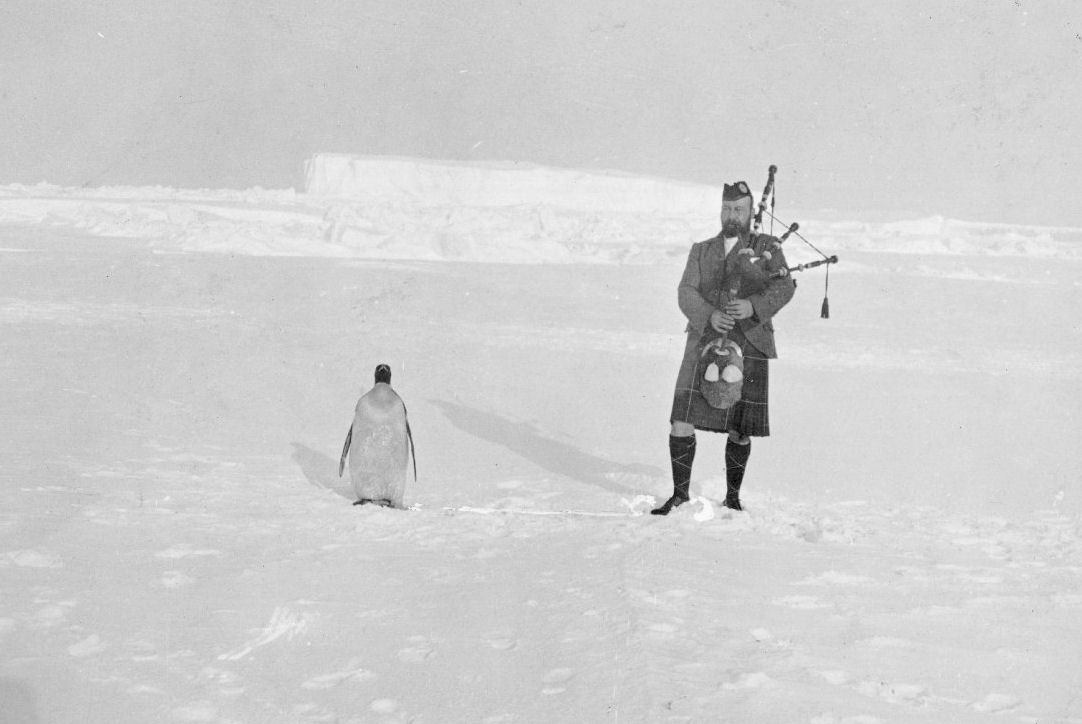
Стійке зображення Шотландської національної антарктичної експедиції: Пайпер Гілберт Кер з пінгвіном, сфотографований Брюсом

Однак перші роки 21 століття переоцінили роботу Брюса. Основними факторами стали столітній вік SNAE та оновлене почуття національної ідентичності Шотландії. Експедиція 2003 року на сучасному дослідницькому кораблі «Шотландія» використовувала інформацію, зібрану Брюсом, як основу для вивчення кліматичних змін у Південній Грузії. Ця експедиція передбачила «драматичні висновки», що стосуються глобального потепління в результаті його досліджень, і бачила цей внесок як «прихильну данину забутому полярному герою Британії Вільяму Шпірсу Брюсу». 
Щогодинний телевізійний документальний фільм BBC про Брюса, представлений Нілом Олівером у 2011 році, протиставляв його прискіпливій науці з метою його конкурентів — підвищити імперський престиж. Новий біограф Пітер Спік (2003) стверджує, що СНР «на сьогоднішній день була найбільш рентабельною та ретельно спланованою науковою експедицією епохи героїв». 
Цей же автор розглядає причини, чому зусилля Брюса з метою використання цього успіху зустрілися з невдачею, і пропонує поєднання його сором'язливого, самотнього, нехаризматичного характеру  та його «запального» шотландського націоналізму.  Брюсу, здавалося б, не вистачало навичок зв'язків з громадськістю та здатності просувати свою роботу, після моди Скотта та Шеклетона;  друг на все життя описував його як «такого ж колючого, як і сам шотландський осот».  Іноді він поводився нетактовно, як з Джексоном через питання про зразки, повернені з Франца Йозефа Ленда, а в інший раз з Королівським географічним товариством, щодо питання про вимогу про незначні витрати. 
Щодо свого націоналізму, він хотів бачити Шотландію нарівні з іншими країнами.  Його національна гордість була напруженою; У підготовчій записці до « Шлях до Шотландії» він написав: «Хоча» Наука "була талісманом експедиції, " Шотландія «була вишита на її прапорі».  Це наполягання на наголошенні на шотландському характері його підприємств може бути неприємним для тих, хто не поділяє його пристрасті.  Однак він зберігав повагу та відданість тих, кого він очолив, і тих, хто його знав найдовше. Джон Артур Томсон, який знав Брюса ще з Грантона, писав про нього, переглядаючи біографію Рудмоза Брауна 1923 року: "Ми ніколи не чули, щоб він жодного разу нарікав про себе, хоча він не мав ні стримати, ні гнути, коли думав, що чиниться якась несправедливість, або Легкий кидок, його люди, його колеги, його лабораторія, його Шотландія. Тоді можна побачити вулкан, який його лагідний дух зазвичай спав ".